# 特勒斯泰尼克

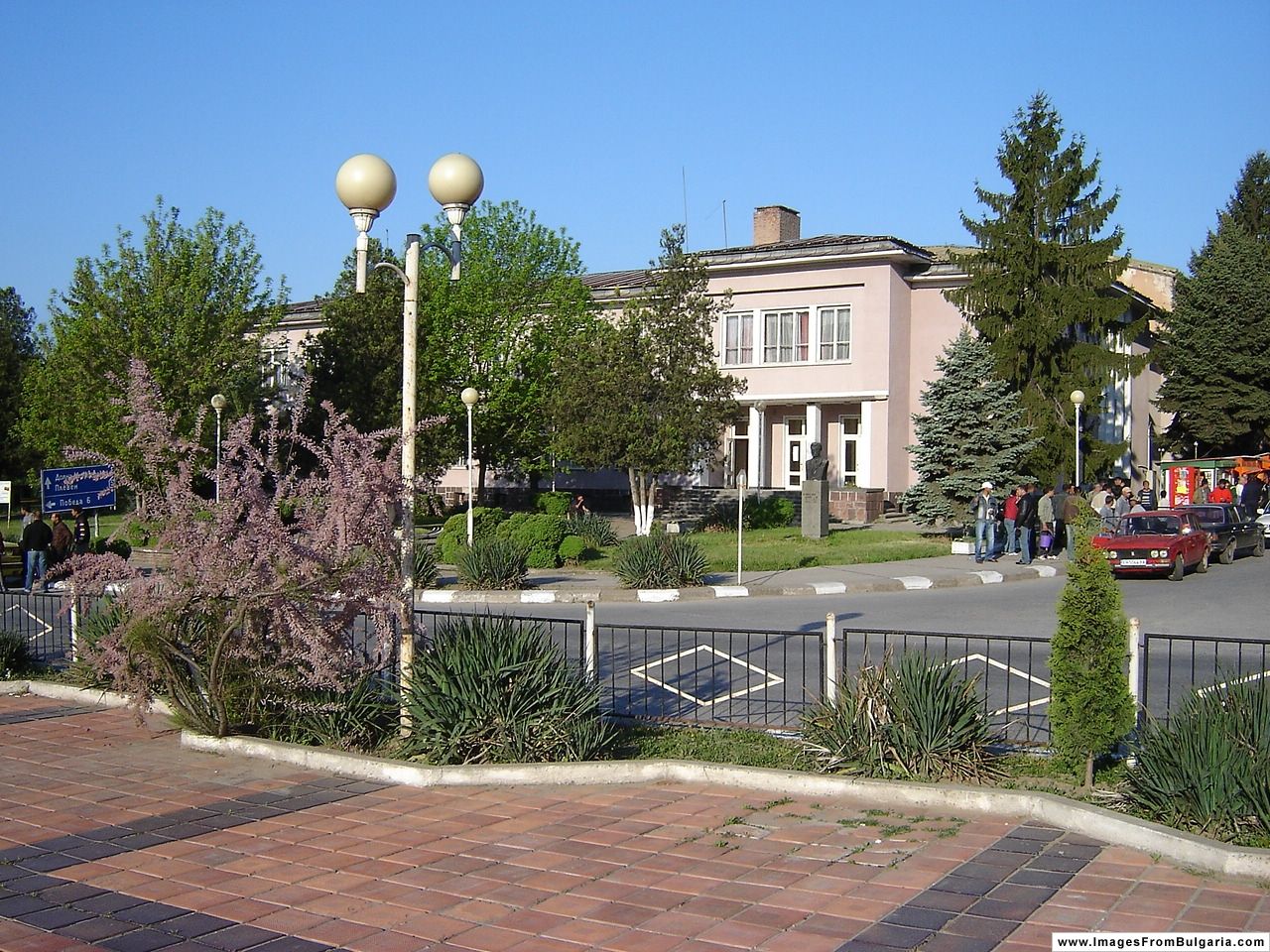

特勒斯泰尼克（發音：[trɐstɛˈnik]）是保加利亞的城鎮，位於該國北部，距離首府普列文18公里，由普列文州負責管轄，海拔高度112米，受大陸性氣候影響，2008年人口4,710。